# Warcisław II Świętoborzyc
Warcisław II Świętoborzyc (ur. przed 1135, zm. 1196) – kasztelan szczeciński, syn Świętobora Starszego z rodu Świętoborzyców. 

## Życiorys
Po raz pierwszy wzmiankowany jako kasztelan szczeciński w 1168. Pięć lat później dowodził obroną miasta podczas najazdu króla duńskiego Waldemara I, od którego otrzymał w lenno Szczecin w zamian za okup, zakładników oraz za sprowadzenie z opactwa w Esrum w Danii cystersów, którym ufundował i uposażył klasztor w Kołbaczu. Saxo Grammaticus opisuje Warcisława jako gorliwego chrześcijanina. 
Warcisław jako lennik duński zarządzał prawdopodobnie dosyć sporym obszarem i jego pozycja zapewne była równa lub niemal równa książęcej. W dokumentach z tego okresu występuje zwykle na czele listy świadków świeckich.
Po śmierci Bogusława I w 1187 został regentem księstwa pomorskiego w imieniu jego małoletnich synów. Prawdopodobnie szukał próby sojuszu z Księstwem Polskim, co spowodowało interwencję króla duńskiego Kanuta VI w 1189. Warcisław został obalony, a nowym regentem mianowano księcia rugijskiego Jaromara I.
Warcisław zmarł w 1196, według tradycji, podczas pielgrzymki do Palestyny.

### Opracowania
- Edward Rymar, Rodowód książąt pomorskich, Szczecin: Książnica Pomorska im. Stanisława Staszica, 2005, ISBN 83-87879-50-9, OCLC 69296056. Brak numerów stron w książce
- Szymański J.W., Książęcy ród Gryfitów, Goleniów – Kielce 2006, ISBN 83-7273-224-8.

### Literatura dodatkowa (online)
- Pyl T., Wartislav, der Jüngere (niem.) [w:] NDB, ADB Deutsche Bigraphie (niem.) [dostęp 2012-05-23].